# 朱貴𤊐

遼肅王朱貴𤊐（1399年—1471年）（《弇山堂別集》作朱貴燰），明朝第三代遼王，簡王朱植的庶第四子。他在建文元年（1399年）受封興山王，正統四年（1439年），其二哥遼王朱貴烚被廢，因三哥遠安王朱貴燮也已被廢，他得以晉封遼王。他在位三十二年。成化七年（1471年）朱貴𤊐去世，兩年後其子朱豪墭就嗣位。
| 無 原因：明政府封之 | 明興山國國王 1399年－1439年 | 無 原因：襲封遼國，封國廢除 |
| 前任者： 兄朱貴烚   | 明遼國國王 1439年－1471年   | 繼任： 子靖王朱豪墭         |